# Robert Bosch GmbH

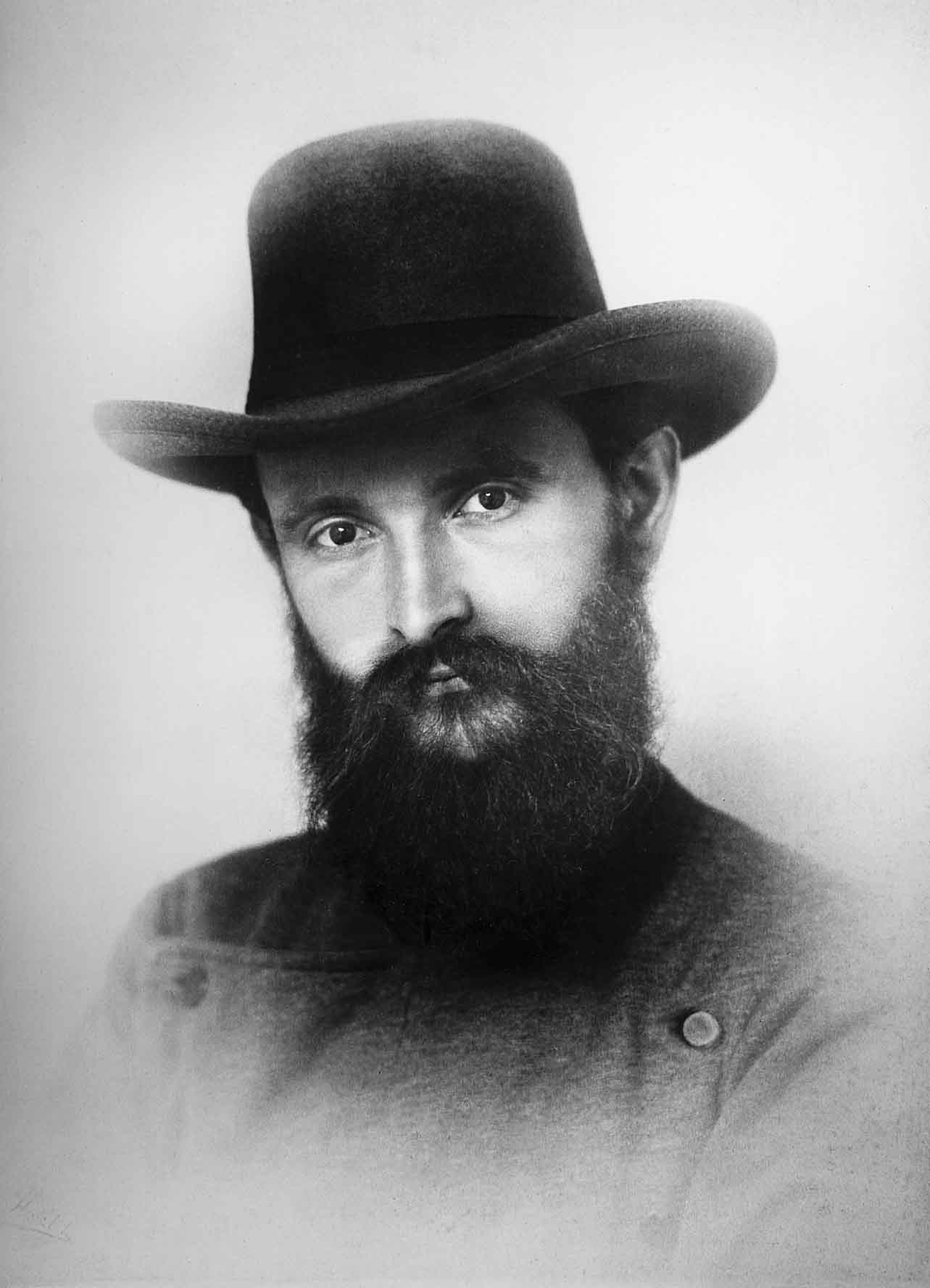
Robert Bosch în anul 1888 la vârsta de 27 de ani

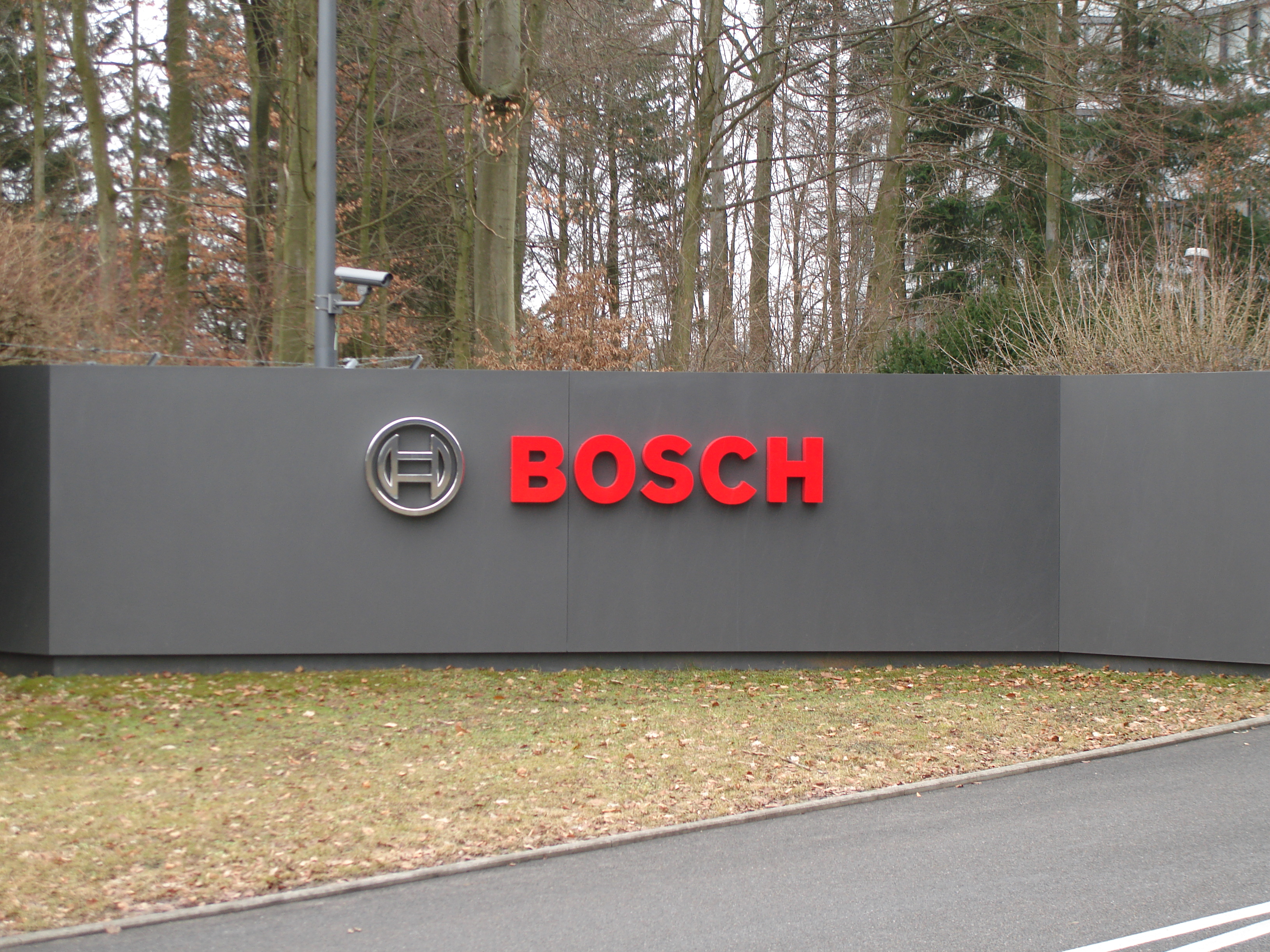
Logo-ul firmei Robert Bosch GmbH în Stuttgart

Robert Bosch GmbH este o companie din Germania, înființată la Stuttgart în 1886 de Robert Bosch. Compania este cunoscută după numele scurt, Bosch.
Grupul Bosch cuprinde Robert Bosch GmbH și peste 300 de filiale și companii regionale în mai mult de 60 de țări.
Prin includerea partenerilor comerciali și de service, Grupul Bosch este reprezentat în aproximativ 150 de țări.
Capitalul social al Robert Bosch GmbH este deținut în proporție de 92% de Fundația Robert Bosch.
Grupul Bosch este activ în România din 1994, având patru filiale. Grupul activează în industria auto, tehnologie industrială, bunuri de larg consum și construcții.
Număr de angajați
- 2010: 283.500[5]
- 2008: 282.000[6]

Cifra de afaceri:
- 2008: 45,1 miliarde Euro[6]
- 2006: 43,7 miliarde euro[7]

## Domenii de activitate ale companiei
- Sisteme și componente pentru industria automobilelor
- Manufactura produselor de consum (unelte electrice, articole de uz casnic)
- Servicii de inginerie industrială în construcții
- Tehnologie de împachetare
- Safety engineering

## Istoric
- 1886 Înființarea Werkstätte für Feinmechanik und Elektrotechnik în Stuttgart
- 1887 Prima bujie de mic voltaj Bosch pentru motoare pe benzină
- 1906 Debutul zilelor de lucru de 8 ore, cu două schimburi
- 1910 Compania se mută din Stuttgart în Stuttgart-Feuerbach
- 1913 Începe producția de faruri
- 1926 Începe producția de ștergătoare
- 1927 Prima pompă de injecție diesel
- 1932 Înființarea companiei Junkers
- 1932 Prima bormașină Bosch
- 1932 Primul sistem audio Blaupunkt
- 1936 Prima pompă de injecție diesel pentru automobile
- 1942 Decesul fondatorului, Robert Bosch
- 1964 Înființarea Robert Bosch Stiftung (Fundația Robert Bosch)
- 1972 Primul ABS
- 1973 Prima unitate de injecție continuă, controlată electric (L-JETRONIC)
- 1979 Prima unitate electronică de control (MOTRONIC)
- 1995 Primul program electronic de stabilitate (ESP)
- 1997 Injecție diesel common rail

## Bosch în România
În București, Bosch este prezent din anul 1994 cu o societate de distribuție de scule electrice, sisteme de încălzire, sisteme de securitate, siguranță și comunicații, precum și de echipamente auto.
Începând cu anul 1999, Bosch este prezent în Capitală și prin BSH Electrocasnice SRL.
De asemenea, pe platforma de la Jucu, Bosch,  în anul 2017,a inaugurat un centru de învățământ în sistem Dual School, cu o capacitate de 300 de elevi.
Compania este prezentă în România cu o structură de vânzări pe trei departamente: scule electrice, piese și accesorii auto și centrale termice.
Bosch are în România peste 1.000 de angajați care lucrează în cinci centre: fabrica Rexroth cu două unități de la Blaj unde produce echipamente pentru industria auto (800 angajați), centrul de comunicare de la Timișoara, centrul de extensie la producția de ștergătoare auto de la Sibiu și în societatea de distribuție BSH Electrocasnice de la București.Din 2012, are o hală de producție AE, deschisă la Jucu Herghelie, județul Cluj, urmând ca cea de-a doua hală să fie inaugurată in primăvara anului 2018.La finele anului 2017, la unitatea din Cluj, lucrau peste 2000 de angajați.
Până în anul 2010, Bosch a fost prezent pe piața de centrale termice din România cu mărcile Buderus și Junkers.
Începând cu 2010, marca Junkers a fost înlocuită cu Bosch.
Număr de angajați:
- 2017: peste 5.000[10]
- 2008: 839[6]

Cifra de afaceri:
- 2010: 161 milioane euro[10]
- 2009: 134 milioane euro[11]
- 2008: 161 milioane euro[6]
- 2006: 116 milioane euro (din care circa 60 milioane de euro provin din producția din sectorul auto)[7]